# Bộ thủ

Chữ 媽 má (nghĩa là "mẹ") có 女 nữ (nghĩa là "con gái") và 馬 mã (để gợi âm "má"), và đó là bộ thủ mà theo đó Hán tự này được tìm thấy trong các tự điển.

Bộ thủ (部首) là phần cơ bản của chữ Hán và chữ Nôm, dùng để cấu tạo nên một chữ Hán / chữ Nôm có nghĩa trong một phạm vi ô vuông cố định. Có thể so sánh, trong chữ Quốc ngữ (chữ Latinh) có các chữ cái như a-b-c... ghép lại tạo nên một từ, thì đối với chữ Hán và chữ Nôm cũng có các bộ thủ mang vai trò như "chữ cái" vậy.
Trong từ điển chữ Hán từ thời xưa đến nay, các dạng chữ đều được gom thành từng nhóm theo bộ thủ thường căn cứ theo nghĩa. Dựa theo bộ thủ, việc tra cứu chữ Hán cũng dễ dàng hơn. Trong số hàng ngàn chữ Hán, tất cả đều phụ thuộc một trong hơn 200 bộ thủ.

## Lịch sử
Phép dùng bộ thủ xuất hiện thời nhà Hán trong bộ sách Thuyết văn giải tự (説文解字) của Hứa Thận. Tác phẩm này hoàn tất năm 121, liệt kê 9353 chữ Hán và sắp xếp thành 540 nhóm, tức là 540 bộ thủ nguyên thủy. Các học giả đời sau căn cứ trên 540 bộ thủ đó mà sàng lọc dần đến thời nhà Minh thì sách Tự vựng (字彙) của Mai Ưng Tộ chỉ còn giữ 214 bộ thủ. Con số này được giữ tới nay tuy đã có người lược giản thêm nữa, đề nghị rút xuống 132.

## Hình dạng bộ thủ
Thứ tự của mỗi bộ thủ thì căn cứ vào số nét. Đơn giản nhất là bộ thủ chỉ có một nét và phức tạp nhất là bộ thủ 17 nét. Tổng số bộ thủ di dịch theo thời gian. Sách vở ngày nay thường công nhận 214 bộ thủ thông dụng rút từ Khang Hy tự điển (1716), Trung Hoa đại tự điển (1915), và Từ hải (1936). Một số bộ có giản thể, một số bộ có tân tự thể của kanji tiếng Nhật.
1. 一 丨 丶 丿 乙 亅
2. 二 亠 人(亻) 儿 入 八 冂 冖 冫 几 凵 刀(刂) 力 勹 匕 匚 匸 十 卜 卩 厂 厶 又
3. 口 囗 土 士 夂 夊 夕 大 女 子 宀 寸 小 尢 尸 屮 山 巛 工 己 巾 干 幺 广 廴 廾 弋 弓 彐 彡 彳
4. 心(忄) 戈 戶 手(扌) 支 攴(攵) 文 斗 斤 方 无 日 曰 月 木 欠 止 歹 殳 毋 比 毛 氏 气 水(氵) 火(灬) 爪 父 爻 爿(丬) 片 牙 牛(牜) 犬(犭)
5. 玄 玉 瓜 瓦 甘 生 用 田 疋(匹) 疒 癶 白 皮 皿 目 矛 矢 石 示(礻) 禸 禾 穴 立
6. 竹(⺮) 米 糸(糹/纟) 缶 网(罒/罓) 羊 羽 老 而 耒 耳 聿 肉 臣 自 至 臼 舌 舛 舟 艮 色 艸(艹) 虍 虫 血 行 衣(衤) 襾
7. 見(见) 角 言(訁/讠) 谷 豆 豕 豸 貝(贝) 赤 走 足(𧾷) 身 車(车) 辛 辰 辵(辶) 邑(阝) 酉 釆 里
8. 金(釒/钅) 長(镸/长) 門(门) 阜(阝) 隶 隹 雨 青(靑) 非
9. 面(靣) 革 韋(韦) 韭 音 頁(页) 風(凬/风) 飛(飞) 食(飠/饣) 首 香
10. 馬 骨 高 髟 鬥 鬯 鬲 鬼
11. 魚(鱼) 鳥(鸟) 鹵 鹿 麥(麦) 麻
12. 黄 黍 黑(黒) 黹
13. 黽 鼎 鼓 鼠
14. 鼻 齊(斉/齐)
15. 齒(歯/齿)
16. 龍(龙/竜) 龜(亀/龟)
17. 龠

Những bộ này đều gọi theo tên chữ Hán. Tuy nhiên có một số thì người Việt có tên riêng như 扌 (Thủ) thì gọi là "Thủ sóc" hay "Tài khảy" (nhìn gần giống chữ Tài 才). 犭(Khuyển) thì gọi là "Muông".

## Vị trí
Vị trí bộ thủ không nhất định mà tùy vào mỗi chữ nên có khi bắt gặp ở bên trên, dưới, phải, trái và xung quanh.
- Trái: 略 (Lược) gồm 田 (Điền) và 各 (Các).
- Phải: 期 (Kỳ) gồm 月 (Nguyệt) và 其 (Kỳ).
- Trên: 苑 (Uyển) gồm 艸 (Thảo) và 夗 (Uyển). 男 (Nam) gồm 田 (Điền) và 力 (Lực).
- Dưới: 志 (Chí) gồm 心 (Tâm) và 士 (Sĩ).
- Trên và dưới: 亘 (Tuyên) gồm 二 (Nhị) và 日 (Nhật).
- Giữa: 昼 (Trú) gồm日 (Nhật) cùng 尺 (Xích) ở trên và 一 (Nhất) ở dưới.
- Góc trên bên trái: 房 (Phòng) gồm 戸 (Hộ) và 方 (Phương).
- Góc trên bên phải: 式 (Thức) gồm 弋 (Dặc) và 工 (Công).
- Góc dưới bên trái: 起 (Khởi) gồm 走 (Tẩu) và 己 (kỷ).
- Đóng khung: 国 (Quốc) gồm 囗 (Vi) và 玉 (Ngọc).
- Khung mở bên dưới: 間 (Gian) gồm 門 (Môn) và 日 (Nhật).
- Khung mở bên trên: 凷 (Khối) gồm 凵 (Khảm) và 土 (Thổ).
- Khung mở bên phải: 医 (Y) gồm 匚 (Phương) và 矢 (Thỉ).
- Trái và phải: 街 (Nhai) gồm 行 (Hàng/Hành) và 圭 (Khuê).
- ⿻ Đan xen: 坐 (tọa) gồm hai 人 (nhân) đan xen vào 土 (thổ). 噩 (ngạc) gồm bốn 口 (khẩu) đan xem vào 王 (vương)[2]

## Chức năng
Chức năng dễ nhận diện nhất của bộ thủ là cách phân chia các loại chữ Hán. Căn cứ vào đó việc soạn tự điển cũng có quy củ hơn. 
Bộ thủ ngoài ra còn có công dụng biểu nghĩa tuy không hẳn chính xác nhưng người đọc có thể suy ra nghĩa gốc, ví dụ như: 
- 看 (khán, nghĩa là "nhìn") có 手 (thủ) bên trên 目 (mục), thể hiện hình ảnh một bàn tay che lên mắt, có thể dễ dàng suy luận ra ý nghĩa mà từ biểu thị đó là "nhìn".
- 柏 (bách, tên một loại cây gỗ như bách tán) có 木 (mộc, gợi nghĩa) bên trái chữ 白 (bạch, gợi âm), nhắc rằng chữ này liên quan đến cây gỗ.

Cách dùng bộ thủ để gợi nghĩa được khai thác nhiều trong chữ Nôm của người Việt.